# Boy Trip

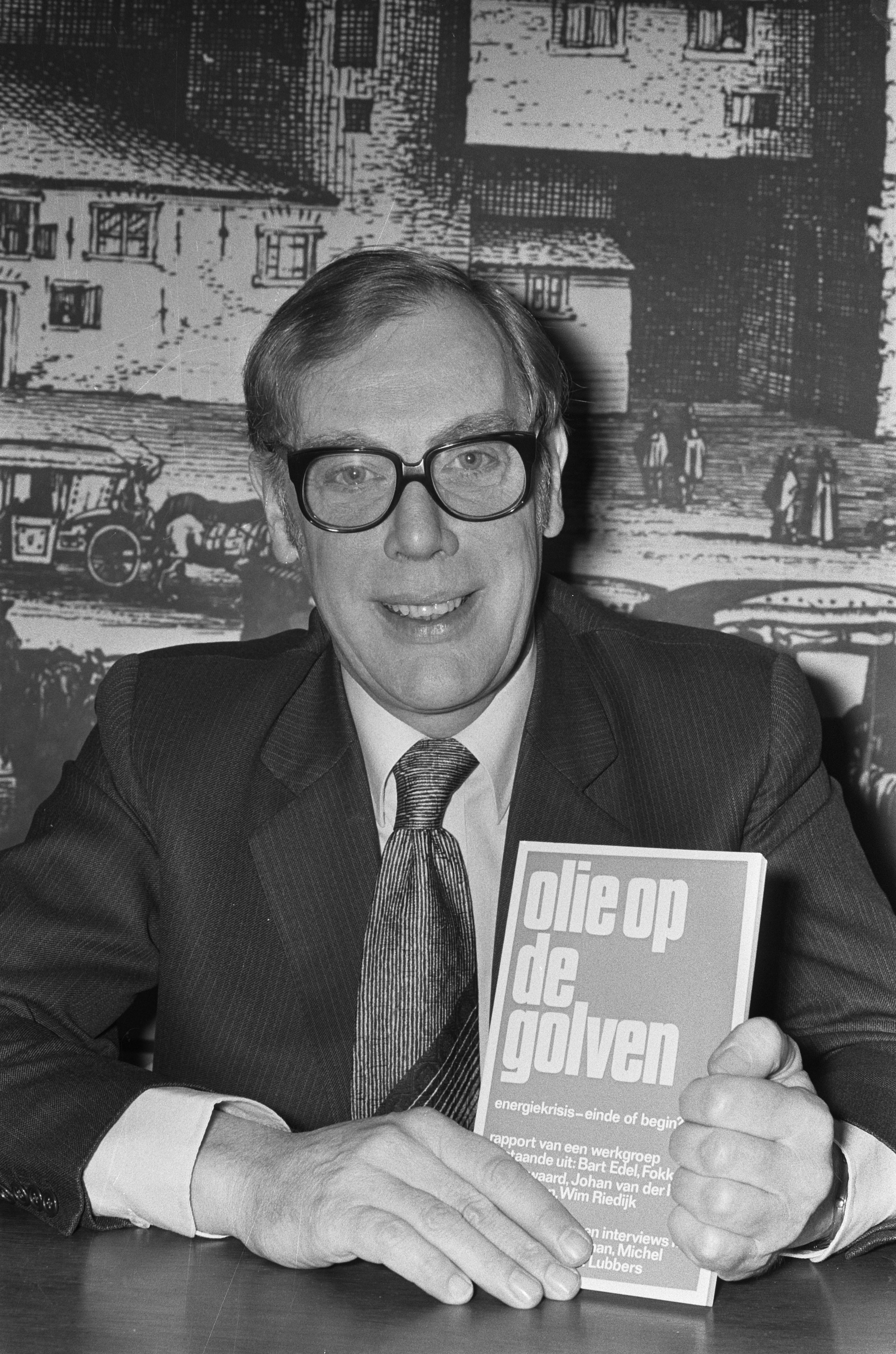
Boy Trip (1974)

Fokele Hendrik Pieter „Boy“ Trip (* 10. Oktober 1921 in Amersfoort, Provinz Utrecht; † 26. Januar 1990 in Amsterdam) war ein niederländischer Wirtschaftsmanager und Politiker der Katholieke Volkspartij (KVP) sowie später der Politieke Partij Radikalen (PPR), der sich 1972 noch weigerte einen Platz im Schattenkabinett einzunehmen, dann aber zwischen 1973 und 1977 Wissenschaftsminister im Kabinett von Ministerpräsident Joop den Uyl war. In dieser Funktion bemühte er sich zusammen mit dem damaligen Minister für Kultur, Freizeit und Gemeinschaftsarbeit Harry van Doorn ein Abschluss der Oosterschelde zu verhindern, was ihnen bis zur Inbetriebnahme des Oosterschelde-Sturmflutwehrs im Jahr 1986 auch gelang. Später war er von 1977 bis 1981 Mitglied der Ersten Kammer der Generalstaaten sowie zuletzt von 1982 bis zu seinem Tod Vorsitzender des Verwaltungsrates des Universitätsklinikums der Universität von Amsterdam.

## Leben

### Offizier und Wirtschaftsmanager
Trip begann nach dem Besuch der Höheren Bürgerschule 1939 eine Ausbildung zum Offizier bei der berittenen Artillerie und war danach zwischen 1942 und 1945 in einer zur Unternehmensgruppe Bruynzeel gehörenden Betonplattenfabrik in Eembrugge, deren Prokurist er vom 18. Dezember 1945 bis zum 16. Februar 1949 war. Diese Tätigkeit wurde allerdings zwischen 1946 und 1949 durch seine Tätigkeit als Leutnant im Heeresnachrichtendienst in Niederländisch-Indien unterbrochen wurde.
Nach seiner Rückkehr in die Niederland war Trip zwischen 1949 und 1958 Geschäftsführender Direktor der Fabrik für Duft- und Aromastoffe Polak en Schwartz in Zaandam, die zuletzt zum Unternehmen IFF (International Flavors & Fragrances) in New York City gehörte. Daneben absolvierte er ein Studium der Politik- und Sozialwissenschaften an der Universität von Amsterdam, das er 1951 abschloss. 1958 wurde er Vorstandsvorsitzender der niederländischen Niederlassung der IFF sowie 1972 der Europa-Niederlassung der IFF.
Daneben war er vom 1. September 1972 bis zum 11. Mai 1973 Vorsitzender des Verwaltungsrates der Rijksuniversiteit Utrecht.

### Minister und Senator
Trip war ursprünglich Mitglied der Katholieke Volkspartij KVP. Aus dieser trat er jedoch nach dem Nacht van Schmelzer (13./14. Oktober 1966) genannten Sturz der Regierung von Ministerpräsident Jo Cals durch den damaligen KVP-Fraktionsvorsitzenden Norbert Schmelzer aus. 1968 trat er der neugegründeten Politieke Partij Radikalen PPR bei.
Am 11. Mai 1973 wurde er von Ministerpräsident Joop den Uyl als Minister ohne Geschäftsbereich mit der Verantwortung für Wissenschaftsangelegenheiten in dessen Kabinett berufen und war damit bis zum 29. Dezember 1977 Wissenschaftsminister (Minister voor Wetenschapsbeleid). Zuvor hatte er es 1972 noch abgelehnt, eine Funktion im Schattenkabinett den Uyls anzunehmen. Als Wissenschaftsminister schuf er eine vielbeachtete grundlegende Neuausrichtung der niederländischen Wissenschaftspolitik. Daneben lehnte er zusammen mit dem damaligen Minister für Kultur, Freizeit und Gemeinschaftsarbeit Harry van Doorn einen Abschluss der Oosterschelde ab, was ihnen bis zur Inbetriebnahme des Oosterschelde-Sturmflutwehrs im Jahr 1986 auch gelang.
Kurz vor seinem Ausscheiden aus dem Kabinett wurde Trip am 20. September 1977 Mitglied der Ersten Kammer der Generalstaaten und war somit bis zum 10. Juni 1981 Senator. Für seine langjährigen Verdienste wurde ihm am 11. April 1978 das Ritterkreuz des Orden vom Niederländischen Löwen verliehen.
Zuletzt war Trip von 1982 bis zu seinem Tod am 26. Januar 1990 Vorsitzender des Verwaltungsrates des Universitätsklinikums der Universität von Amsterdam.

## Veröffentlichungen
- Brieven uit Indië 1946-1949, 1990
- Ministerraad op vrijdag. Persoonlijke herinneringen aan het kabinet-Den Uyl 1973-1977, Mitautorin Adinda Akkermans, 2014